# 1807
1807 هي سنة بسيطة بدأت يوم الخميس

## أحداث
- تأسيس مدينة غويا، خيريز دي لا فرونتيرا وتقع حاليا في الأرجنتين.
- تأسيس مدينة برينس جورج، كولومبيا البريطانية وتقع حاليا في كندا.
- حصار دانزيغ في الفترة ما بين 19 مارس و2 مايو.
- بداية حروب المسكيت في 1807 والتي انتهت في 1842.
- بداية الحرب الأنجلو-عثمانية في 1807 والتي انتهت في 1809.
- بداية الحرب الإنجليزية الروسية في 2 سبتمبر 1807 والتي انتهت في 18 يوليو 1812.

## مواليد
- محمد بنسعيد السلاوي، دبلوماسي ومن رجالات المخزن المغربي.
- تشارلز فرانسيس آدمز، الأب
- روبرت إدوارد لي
- عزرا كورنيل
- لويس أغاسي
- جابر عبد الحسين الكاظمي

## وفيات
- جرمياس ريختر
- محمد بك الألفي